# (2350) von Lüde
(2350) von Lüde ist ein Asteroid des Hauptgürtels, der am 6. Februar 1938 von dem deutschen Astronomen Alfred Bohrmann in Heidelberg entdeckt wurde. 
Der Asteroid wurde zu Ehren des deutschen Astronomen Heinz von Lüde (1914–1974) benannt.